# Шут в г*за!
„Шут в г*за!“ (на английски: Kick-Ass) е култов американски екшън филм за супергерои от 2010 г., базиран на едноименния комикс на Марк Милар и Джон Ромита младши. Режисьор на филма е Матю Вон, които е и съпродуцент на филма заедно с актьора Брад Пит, и съсценарист с Джейн Голдман.
Филмът разказва историята на невзрачния тийнейджър Дейв Лизевски, който, вдъхновен от комиксите, решава да стане супергерой от реалния живот и се нарича Трепача (Kick-Ass). Начинанието му до голяма степен се проваля, докато не среща Големия татко – бивш полицай, раздаващ безмилостно улично правосъдие заедно с 11-годишната си дъщеря Яката мацка (Hit-Girl). Тримата се съюзяват в усилията си да елиминират престъпния наркобос Франк д'Амико.
Въпреки някои критики по повод големите количества насилие и неподходящия език, показани от детски актьор, филмът получава предимно високи оценки от критиците и спечелва близо $100 милиона приходи.

## Сюжет
Дейв Лизевски (Арън Джонсън) е обикновен тийнейджър от Ню Йорк, който живее с баща си, има малко приятели и е пълен неудачник с момичетата. Дейв е запален почитател на комиксите, които си задава въпроса, защо никой дотогава не се е опитал да стане истински супергерой и никой не се намесва в престъпленията на улицата, когато ги види. Той си купува костюм от eBay и след няколко промени по него тръгва да става супергерой, въпреки че няма никакви суперсили. След първия му сблъсък с престъпността той е прободен с нож и блъснат от кола, която не спира. В резултат на това Дейв получава постоянно увреждане на някои нерви, което му позволява да издържа на болка и многобройни метални импланти в костите, които предотвратяват повторното им счупване. В желанието си да прикрие истината той казва, че дрехите му са свалени след побоя, което води до слухове в училище, че е гей. Неговата дългогодишна изгора Кейти Дюма (Линдзи Фонсека) незабавно му става приятелка, защото винаги е искала да има гей приятел. Докато участва в бандитски уличен бой той е заснет на видео от наблюдател и пуснат в интернет, което бързо го превръща в знаменитост. Дейв се нарича Трепача (Kick-Ass) и си създава профил в MySpace, за да бъде търсен при нужда. По молба на Кейти, той отива да се разправя с търговеца на наркотици Расул, който я тормози. Расул и неговите мутри бързо го надвиват, но той бива спасен от 11-годишно момиче, на име Яката мацка (Клоуи Грейс Морец), която избива неговите противници и след това напуска с баща си – Големия татко (Никълъс Кейдж). Те отбелязват, че той има потенциал, но го предупреждават да бъде по-внимателен, и предоставят начин да се свързва с тях.
Големия татко е Деймън Макрийди – бивше ченге, което от дълго време има зъб на криминалния бос Франк д'Амико (Марк Стронг), виновен за самоубийството на бременната му жена. Бившият партньор на Деймън от Нюйоркската полиция Маркус Уилямс закриля новородената му дъщеря Минди Макрийди, докато Деймън е в затвора. След като излиза от затвора Големия татко възпитава и обучава Минди да бъде изкусен борец с престъпността, противно на намеренията на Маркус. Големия татко се надява да премахне безскрупулния наркобос Франк д'Амико и като начало започва да саботира организацията му. Д'Амико погрешно смята, че Трепача избива неговите хора, когато това всъщност е Големия татко и започва кампания за унищожаване на Трепача. Неговият син Крис (Кристофър Минц-Плас) му предлага друг подход. Той предлага да се престори на бореца с престъпността „Червената мъгла“, за да се сприятели с Трепача и да го подмами в клопка. Но клопката е предотвратена от Големия татко, който в това време избива хората на Д'Амико и подпалва сградата. След като се отървава от горящата сграда Дейв решава да спре да бъде супергерои. Той признава всичко на Кейти, която му прощава и става негова приятелка. Седмица по-късно Дейв получава поредица спешни съобщения от Червената мъгла с молба за среща. След като казва, че трябва да направи едно последно нещо като Трепача, той се среща с Червената мъгла, който всъщност се надява да бъде заведен до Големия татко. След като пристигат в едно от убежищата на Големия татко, Червената мъгла прострелва Яката мацка и тя пада през прозореца, а неговите хора атакуват мястото. Те залавят Големия татко и отвеждат със себе си Трепача. Наркобосът Д'Амико смята неговите мутри да измъчват двамата пленници в директно предаване по интернет, което да се наблюдава от милионни зрители, включително и от безсилните да помогнат Кейти и Маркус. Яката мацка, която оцелява след прострелването, пристига и избива гангстерите, но по време на престрелката една от мутрите подпалва Големия татко. Големия татко и Яката мацка се сбогуват сърцераздирателно, преди той да умре. Трепача се опитва да убеди Яката мацка да спре с опасния си начин на живот, но Яката мацка възнамерява да довърши начинанието на баща си, и Трепача се съгласява да помогне.
При нападението срещу леговището на Д'Амико Яката мацка избива повечето охранители, но нейните патрони свършват и тя е притисната в кухнята. Трепача пристига точно навреме с реактивна раница за летене, оборудвана с две картечници и изтрепва оцелелите мутри. Двамата се изправят срещу Д'Амико и сина му. Трепача започва борба с Червената мъгла, но те успяват да се повалят в несвяст взаимно. Яката мацка се бие с Д'Амико, но в края на краищата е победена. Малко преди да бъде довършена от Д'Амико, Трепача пристига с ракетомет и изстрелва Д'Амико през прозореца във въздуха, където той се взривява. Червената мъгла се съвзема навреме, за да види Трепача и Яката мацка, които отлитат с реактивната раница необезпокоявани. Минди и Дейв се отказват от борбата с престъпността и започват да водят по-нормален живот. Минди се връща да живее при Маркус и се записва в училището на Дейв. Дейв обяснява, че въпреки че е прекратил борбата с престъпността, ново „поколение“ супергерои е вдъхновено от неговите изяви, в резултат на което градът е станал по-безопасен. Червената мъгла е показан с нахлузена нова маска, цитиращ Джак Никълсън в ролята на Джокера "Както един голям човек някога е казал: „Още не сте видели нищо от мен“.

## Актьорски състав
- Арън Джонсън като Дейв Лизевски / Трепача – незабележим за съучениците си тийнейджър, който си създава изцяло нова самоличност на супергерой вдъхновявайки се от комиксите. За образа си Джонсън казва, че това е „хлапе, на което му стиска да излезе и да промени нещата“.[4] Първоначално за ролята е бил спряган Кристофър Минц-Плас, но продуцентите решават, че е твърде експресивен и затова му дават ролята на Red Mist.[5]

- Никълъс Кейдж като Деймън Макрийди / Големия татко – неподкупен полицай, набеден за наркопласьор и вкаран в затвора, което довежда до самоубийството на съпругата му. След излизането си Макрийди разбира, че малко преди смъртта си жена му е родила, и се заема да унищожи престъпната империя на Франк д'Амико, който го натопява. Матю Вон описва персонажа като съчетание между Елвис Пресли и Адам Уест в костюм на Батман.
- Клоуи Грейс Морец като Минди Макрийди / Яката мацка – 11-годишната дъщеря на Деймън Макрийди, която е обучена от баща си в боравене с огнестрелни и хладни оръжия и бойни изкуства. Майката на Мориц също прочита сценария и ѝ разрешава да участва във филма, въпреки бруталността на някои сцени и самия персонаж.[6] Според Вон тя е част от „перфектната връзка баща-дъщеря, където куклите Барби са сменени с ножове, а еднорозите – с ръчни гранати.“[7] Морец прекарва месеци в тренировки за боравене с оръжия и ножове за ролята.
- Кристофър Минц-Плас като Крис д'Амико / Червената мъгла – синът на Франк д'Амико, който също се преобразява в супергерой, само и само за да примами враговете на баща си в капан.
- Марк Стронг като Франк д'Амико – жесток шеф на престъпна организация, занимаваща се с наркотрафик.
- Линдзи Фонсека като Кейти Дюма – приятелката на Дейв
- Майкъл Рисполи като Големия Джо – дясната ръка на Франк д'Амико
- Зандър Бъркли като Вик Джиганте – корумпиран полицай
- Декстър Флечър като Коуди – лакей на д'Амико

## Създаване
Правата за създаване на филм по комикса са продадени преди самият комикс да влезе в печат. Авторите одобряват разликите между комикса и филма, най-малко заради техническите детайли – комиксите се състоят от 8 части, а филмите обикновено от 3. Вон се запознава с Милар на премиерата на филма Стардъст през 2007 година, и вижданията на двамата се оказват близки. Писането на комикса и сценария на филма се случва почти паралелно. Джейн Голдман, един от сценаристите, оприличава работата си с „конструкцията“ и „дизайна на интериора“, а Вон – с „архитектурата“. Една от основните разлики е, че в комикса Big Daddy не е бивше ченге, а счетоводител, мечтаещ за приключения. Според Марк Милар такава история на героя не би проработила във филма и би объркала сюжета. Друга разлика е краят на филма, включващ летящ с реактивна раница Kick-Ass, който избива лакеите на д'Амико с картечница. Според Милар филмът се е нуждаел от момент, в който „Люк Скайуокър взривява Звездата на смъртта“.
Вон първо се свързва със Sony Studios, но се оттегля след като го принуждават да намали насилието. Други студия също проявяват интерес към проекта, но желаят да направят героите по-стари. Така Вон се наема да направи филма с независимо, собствено финансиране. На снимачната площадка той често се шегува, че това ще бъде „най-скъпият му домашен видеоклип“. Комиксовият сегмент с 3D елементи във филма отнема почти 2 години, за да бъде завършен. Джон Ромита ръководи рисуването му, след като получава картбланш от Матю Вон.

## Реакции

### Критика
Филмът получава предимно високи оценки. Уебсайтът Rotten Tomatoes му дава оценка 76%, базирайки се на 229 коментара, а средната му оценка е 7,0/10. Най-добрите критици дават 85% оценка с общо 13 коментара. Metacritic дава на филма оценка от 66%, базирайки се на 38 коментара от различни критици.
Вестник Гардиън публикува обширни критически материали за филма. От тях най-висок е този на критика Питър Брадшоу, който му дава оценка 5/5, наричайки го в рецензията си „взрив във фабрика за лош вкус“ и "дълбоко скандален, умопомрачително насилствен и много забавен етюд върху порноподобния свят на комиксите, с това изключение, че тук няма нищо „-подобно“. Друг критик на свързания с Гардиън вестник Обзървър – Филип Френч, го нарича „неуморимо жесток“ и „изключително проницателен в препратките си към познавачите на комикси“.
От друга страна, Тим Роби от Дейли Мейл го нарича „кух, захаросан и неиздържан“, давайки му оценка 1/5. Крис Хюит от списание Емпайър му дава 5/5 и го окачествява като „Нелепо развлекателна, перфектно премерена, ултрабрутална кинофурия, която рита местата, които другите филми отбягват...насилието във филма е фантастично и чисто карикатурно, и не трябва да се взема насериозно“. Редица американски и канадски критици също му дават високи оценки. Роджър Ибърт обаче му дава само 1 от 4 звезди, обявявайки сцените, в които 11-годишно дете собственоръчно избива гангстери, за „шокиращи“.
Средната оценка на няколко български критици е 75%, като най-високи са тези на Александър Спасов и Ивайло Петков (90%), а Велин Манов от вестник 168 часа и Жени Монева от Хоризонт – БНР му дават 70%. Потребителският рейтинг на филма в Cinefish.bg е 4/5. Дневен Труд го нарича "модерна класика на този изтормозен [комиксов] жанр".

### Боксофис
„Шут в г*за!“ спечелва $ 12 млн. приходи по целия свят още преди официалната премиера в САЩ. В дебютния си уикенд в САЩ, филмът спечелва $ 19,8 млн. от 3065 кина и се нарежда на първо място в класацията.
Общите приходи в САЩ за целия период на прожекциите са 48 071 303 долара за САЩ и 47 960 570 долара за останалия свят.

### Спорове
Филмът е атакуван от групи за защита на семейството, според които лошият език от страна на героинята на Клои Мориц, както и насилието, подкопават ценностите на безкръвните победи на традиционните супергерои.
Според Роджър Ибърт и други критици, филмът е реклама на насилието от страна на деца. Самата Мориц отговаря на критиките с изявлението, и твърди, че „никога не би употребила такива думи“ и „би била наказана дори ако каже само една от думите, които казва във филма“.

## Отличия
Клои Мориц печели две награди от Филмовите награди на MTV – в категориите Biggest Badass Star и Best Breakout Star.

## Други
Режисьорът Матю Вон не изключва възможността за втора част на филма, но на 24 май 2011 г. обявява, че да се направи продължение би било „тъпо“.
По филма има направена игра.
Вдъхновени от „Шут в г*за!“, през 2010 г. в района на Сиатъл започват да се появяват истински „супергерои“, повечето от които с опит в армията или бойните изкуства, борещи се с уличната престъпност.

## Цитати
| „             | Господи, хора, не ви ли смущава това? Хиляди хора искат да бъдат Парис Хилтън; никой не иска да е Спайдър-Мен. | “ |
| Дейв Лизевски | |   |

| „                                   | Добре, путки...да ви видим колко струвате! | “ |
| Яката мацка към група наркопласьори |                                            |   |